# 中洞站 (釜山廣域市)
中洞站（：／ Jungdong yeok */?）是釜山地鐵2號線沿線的一座地下車站，位於韓國釜山廣域市海雲臺區中洞。

## 車站結構
站體為2面2線側式月台的地下車站，候車月台設有月台幕門，可通過候車室轉乘反方向列車。

### 月台配置
| 萇山 ↑   |
| \| 上    |
| ↓ 海雲臺 |

| 月台 | 路線               | 目的地                                 |
| ---- | ------------------ | -------------------------------------- |
| 上行 | ●釜山都市铁道2号线 | 萇山方向                               |
| 下行 | ●釜山都市铁道2号线 | 水營、西面、沙上、德川、湖浦、梁山方向 |

## 歷史
- 2002年8月29日：落成啟用。

## 車站周邊
- 水營稅務署海雲臺稅務中心
- 海雲臺聖心醫院
- 海雲臺海岸觀光列車
- E-mart海雲臺店
- 海雲臺LCT渡假村（朝鲜语：해운대 엘시티 더샵）
- 海雲臺LCT頂尖
  - 釜山X the Sky觀景台
- 新都高校
- 海雲臺初等學校

## 相鄰車站
釜山交通公社
●釜山都市铁道2号线
萇山（201）－中洞（202）－海雲臺（203）